# Ocotea iridescens
Ocotea iridescens là loài thực vật có hoa trong họ Nguyệt quế. Loài này được Lorea-Hern. & van der Werff mô tả khoa học đầu tiên năm 2002.